# Timo Aho
Timo Aho (ur. 1980) – fiński snowboardzista. Jego największym sukcesem jest brązowy medal w halfpipe'ie na mistrzostwach świata w Berchtesgaden w 1999 roku. W zawodach tych wyprzedzili go jedynie Ricky Bower z USA i Fredrik Sterner ze Szwecji. Był to jego jedyny występ na imprezie tego cyklu. Nie startował na igrzyskach olimpijskich, nigdy też nie wziął udziału w zawodach Pucharu Świata. W 1997 roku wystąpił na mistrzostwach świata juniorów w Corno alle Scale, zajmując szóste miejsce w halfpipe’ie.

## Osiągnięcia

### Mistrzostwa świata
| Miejsce | Dzień       | Rok  | Miejscowość   | Konkurencja | Zwycięzca   |
| ------- | ----------- | ---- | ------------- | ----------- | ----------- |
| 3.      | 16 stycznia | 1999 | Berchtesgaden | Halfpipe    | Ricky Bower |